# Stazione di Castel San Giovanni
Stazione di Castel San Giovanni vasútállomás Olaszországban, Castel San Giovanni településen.

## Vasútvonalak
Az állomást az alábbi vasútvonalak érintik:
- Alessandria–Piacenza-vasútvonal

## Kapcsolódó állomások
A vasútállomáshoz az alábbi állomások vannak a legközelebb:
- Stazione di Arena Po
- Stazione di Sarmato